# Вальтер Пенк
Вальтер Пенк (нім. Walther Penck; 30 серпня 1888 — 29 вересня 1923) — австрійський географ, народжений у Відні, син географа Альбрехта Пенка.
Вальтер Пенк протягом 1912—1914 років працював в Аргентині та найбільш відомий своїм внеском у геоморфології. Він виступав проти теорії циклу ерозії Вільяма Девіса, доводячи, що процеси підняття гір та денудації відбуваються одночасно, з постійною швидкістю. Його найвідоміша книга, «Морфологічний аналіз форм рельєфу» була опублікомана його батьком в 1924 році.
Він помер у Штутгарті, Німеччина. Його іменем названа одна з найвищих вершин Анд, гора Вальтер-Пенк (6658 м).